# جشنواره فیلم کراکوف
جشنواره فیلم کراکوف (به لهستانی: Krakowski Festiwal Filmowy) یکی از قدیمی‌ترین رویدادهای اختصاصی سینمای مستند، انیمیشن و دیگر گونه‌های فیلم کوتاه در اروپا است. این جشنواره از سال ۱۹۶۱ تاکنون هرساله در شهر کراکوف لهستان برگزار می‌شود.
فیلمسازان لهستانی همچون کریستوف کیشلوفسکی، وویچخ ویشنیوفسکی، بودان دزیفورسکی و مارتسل ووزینیسکی فعالیت سینمایی خود را در کراکوف شروع کردند.
همچنین آغاز کار انیمیشن‌سازانی مانند ریشارد چکاوا، یرزی کوتسیا، یولیان آنتونیشچاک، پیوتر دوماوا و ازبیگنیف ریبچنسکی با این جشنواره همراه بود.
در حال حاضر، افزون بر کارگردانان برجسته آثار مستند و انیمیشن، نام کارگردانان سرشناس فیلم‌های سینمایی بلند نیز در فهرست شرکت‌کنندگان و برندگان جوایز این جشنواره دیده می‌شود. فیلمسازانی همچون پیر پائولو پازولینی، ورنر هرتسوک، زولتان هوساریک، یارومیل ییرش، کلود للوش، پاتریس لوکونت، مایک لی و یان اسویراک.
از سال ۱۹۹۸، جشنواره جایزه جهانی دست‌آورد یک عمر را با نام اژدهای اژدهایان اعطا می‌کند. بودان کوسینسکی، مستندساز لهستانی در ۱۹۹۸، یان لنیتسا انیمیشن‌ساز معروف لهستانی در سال ۱۹۹۹ و ریموند دُپاردون مستندساز فرانسوی در سال ۲۰۰۰ این جایزه را بدست آوردند.
جایزه‌های جشنواره کراکوف، شامل جایزه‌های اژدها و اسب چوبی (Hobby Horse) که توسط هیئت دوارن بین‌المللی و لهستانی به برگزیدگان اعطا می‌شوند و نیز جوایز جانبی شامل جایزه‌های Prix UIP کراکوف، فیپرشی و اف‌آی‌سی‌سی (FICC) هستند.